# Függetlenség-emlékmű
A Függetlenség-emlékmű vagy Függetlenség angyala (spanyolul: Monumento a la Independencia vagy El Ángel de la Independencia) a mexikóvárosi Cuauhtémoc kerületben, a Paseo de la Reforma sugárút és a Florencia (Firenze) utca kereszteződésében elhelyezkedő szobor, a város egyik jelképe. Felállítását Porfirio Díaz mexikói elnök kezdeményezte az ország függetlenségének századik évfordulója alkalmából. Eredetileg a Plaza de la Constitución (Alkotmány tér) közepére tervezték, de végül a Paseo de la Reforma mellett döntöttek. A tervpályázatot 1877-ben hirdették meg.

## Leírás
Az emlékmű fő eleme egy angyalt ábrázoló bronzszobor, amely egyesek szerint Nikét, a görög győzelem-istennőt testesíti meg. A szárnyakkal ellátott női figura jobb kezében babérkoszorút tart, mely a győzelmet, a balban pedig szétszakadt acélláncot, mely a spanyoloktól való elszakadást jelképezi. Maga a figura 6,7 méter magas és 7 tonnát nyom, ehhez adódik még az oszlop 36 méteres magassága, így az emlékmű összesen 42,7 méter magas.
A talpazaton az égtájaknak megfelelő tájolásban négy különböző női szobor található, amelyek a törvényt, a békét, az igazságot és a háborút jelképezik. A mauzóleum bejáratán található kerek dombormű nőalakja a Mexikói Köztársaságot jelképezi; modelljéül állítólag az építész lánya, Antonieta Rivas Mercado szolgált.
A mauzóleumban található az ír származású, vitatott személyiségű kalandor, Guillén de Lampart szobra is, aki állítólag a 17. században magát Mexikó királyának kiáltotta ki, ám az inkvizíció 1659-ben máglyán megégettette.

## Történet

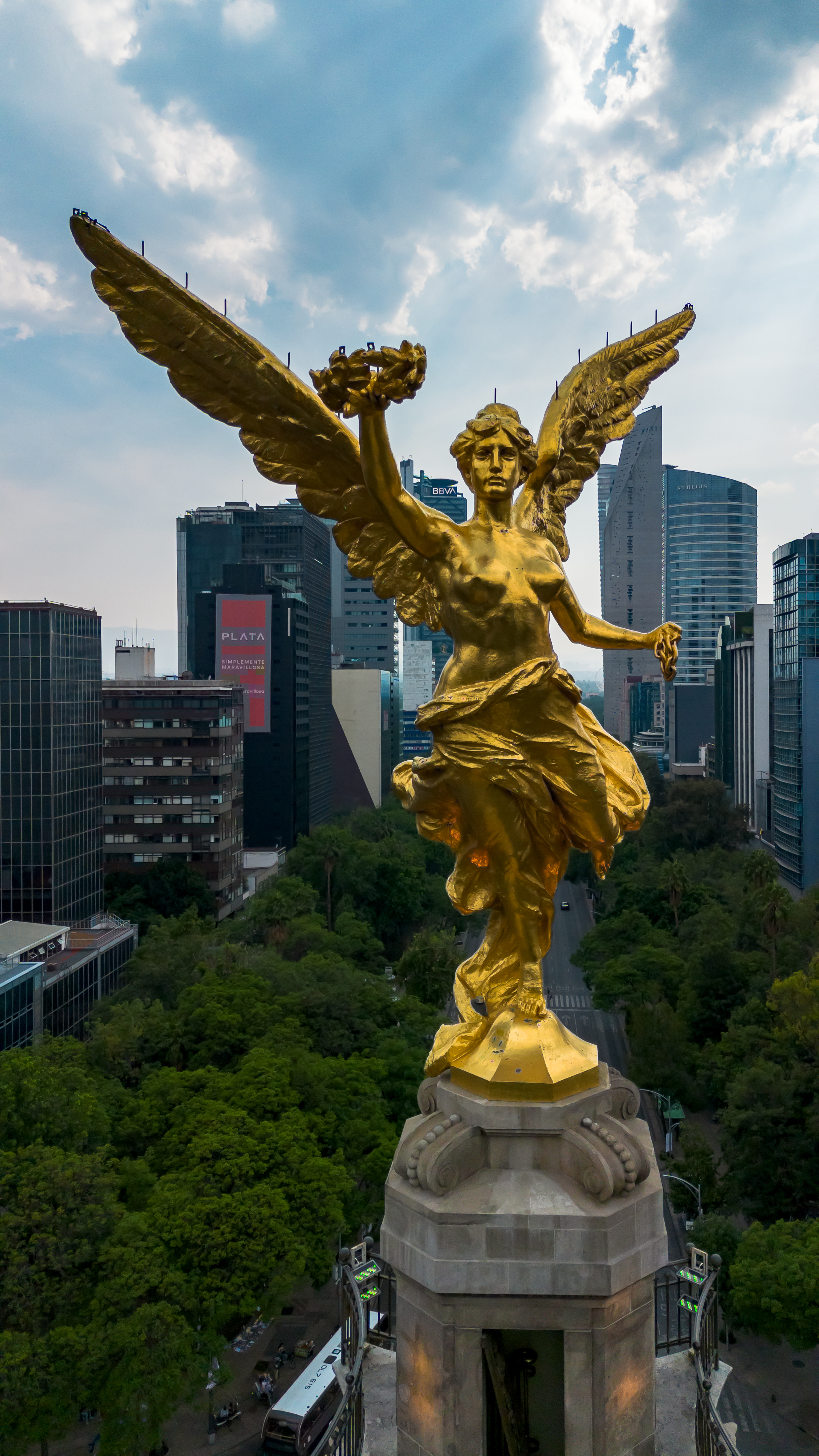
Az angyalszobor az oszlop tetején

Az alapkövet 1902. január 2-án Porfirio Díaz mexikói elnök tette le, majd hamarosan megkezdődött az építkezés, melyhez 2400 kőtömböt használtak fel. Miután az egész építmény süllyedni kezdett, 1907-ben és 1908-ban lebontották, ami addig felépült, és egy 44 méter átmérőjű területen ástak neki új alapot. Az oszlop és az oszlopfő kivitelezése 1909-ben kezdődött, az egész emlékmű pedig 1910-ben lett kész. Szeptember 16-án, a függetlenség napjának századik évfordulóján nyitották meg. A teljes építkezés 2 146 704,26 pesóba került.
Felelős tervezője Antonio Rivas Mercado építész volt (akit már 1900-ban megbíztak a tervek elkészítésével), a kivitelezést Roberto Gayol mérnök vezette. A szobrokat az olasz Enrique Alciati készítette. Ezeket – beleértve az angyalt is – Mexikóban munkálták meg gipszből, és Olaszországban, Firenzében öntötték ki bronzból.
1925-ben az emlékmű alagsorában helyezték el a mexikói függetlenség hőseinek hamvait, akik máig ott nyugszanak:
- Miguel Hidalgo y Costilla
- Ignacio Allende
- Juan Aldama
- Mariano Jiménez
- José María Morelos
- Mariano Matamoros
- Guadalupe Victoria
- Vicente Guerrero
- Nicolás Bravo
- Francisco Javier Mina
- Andrés Quintana Roo
- Leona Vicario
- Pedro Moreno González
- Víctor Rosales

Az 1957. július 28-i földrengésben az emlékmű súlyosan megrongálódott, az angyalszobor is leesett a tetejéről. José Fernández Urbina szobrászművész több mint egy éven át restaurálta, 1958. szeptember 16-án avatták fel a felújított emlékművet. A szobor eredeti, sérült feje ma a történelmi belvárosban levő Heras y Soto-palotában látható kiállítva.
Az 1985-ös pusztító földrengés csak kisebb károkat okozott az építményben.
Az emlékmű következő felújítására 2005–2006-ban került sor, 2008-ban pedig az alkotás egy évszázad alatt történt több méteres süllyedése miatt 14 új lépcsőfokot építettek az aljához.